# Shuri (Okinawa)
Shuri (jap.首里, okinawski:スイ Sui lub Shui) – dzielnica Naha zajmująca północno-wschodnią część miasta, dawniej była niezależnym miastem i stolicą Królestwa Riukiu.

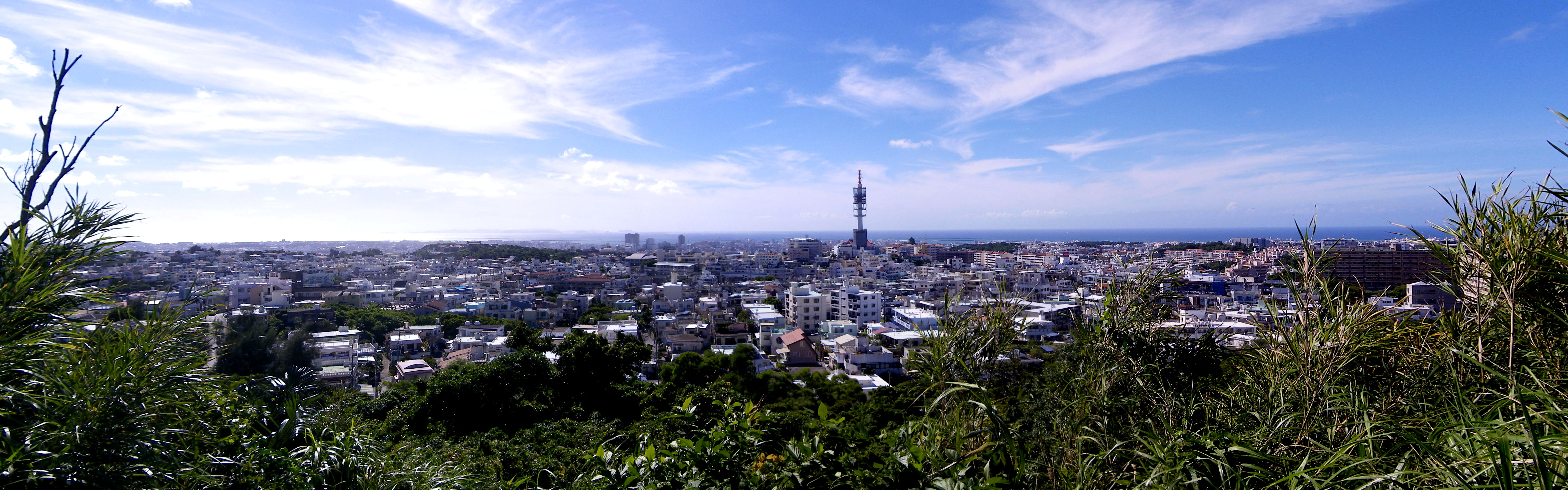
Panoramiczny widok na Shuri, wykonany ze szczytu Bengadake, najwyższego punktu w mieście Naha

W sercu historycznego obszaru Shuri znajduje się średniowieczny zamek otoczony parkiem ze świętymi drzewami Sonohyan-utaki. Wielowiekowa kamienna ścieżka Kinjo prowadząca do Tamaudun — okazałych grobowców byłych władców Królestwa Riukiu. Okolica jest pełna małych świątyń, okinawskich restauracji, staromodnych herbaciarni oraz rustykalnych barów i kawiarni studenckich w pobliżu budynków uniwersyteckich.

## Historia
Shuri zostało pierwotnie zbudowane jako miasto zamkowe otaczające pałac królewski następnie zostało mianowane stolicą Królestwa Riukiu, ale przestało nią być, gdy królestwo zostało zniesione i włączone do Japonii jako prefektura Okinawa W 1896 roku. Shuri stało się okręgiem (区, ku) nowej stolicy prefektury, miasta Naha, ale w 1921 roku ponownie stało się niezależnym miastem. W 1954 roku zostało połączone ponownie z Naha.
Podczas panowania Shō Shina większość aji została zmuszona do opuszczenia swoich ziem i zamieszkania w Shuri, w celu stworzenia silnego, scentralizowanego królestwa).

## Kultura
Ponieważ była to niegdyś stolica królewska, nawet w XXI wieku, kiedy stała się częścią miasta Naha, mieszkańcy nadal określają się jako Shurinchu, Suinchu lub Surinchu, być może dlatego, że nie chcą być myleni z mieszkańcami Naha (Nafanchu). Mówi się również, że posiadanie domu w Shuri jest formą statusu, nawet jeśli niekoniecznie jest to dogodna lokalizacja do życia we współczesnym mieście Naha.

## Galeria

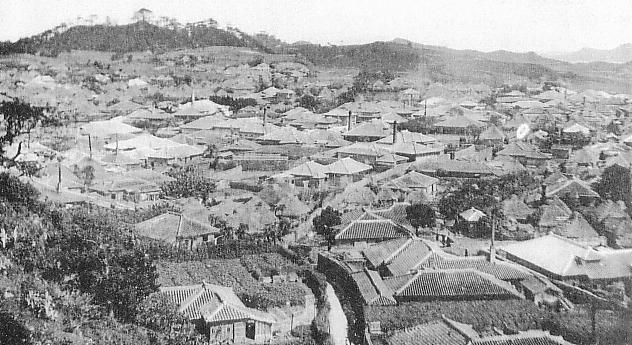
Shuri w okresie Taishō
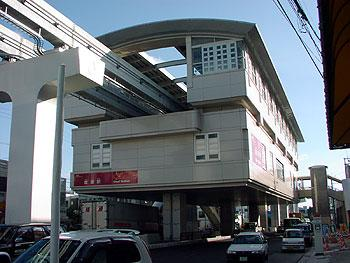
Stacja kolejowa w Shuri
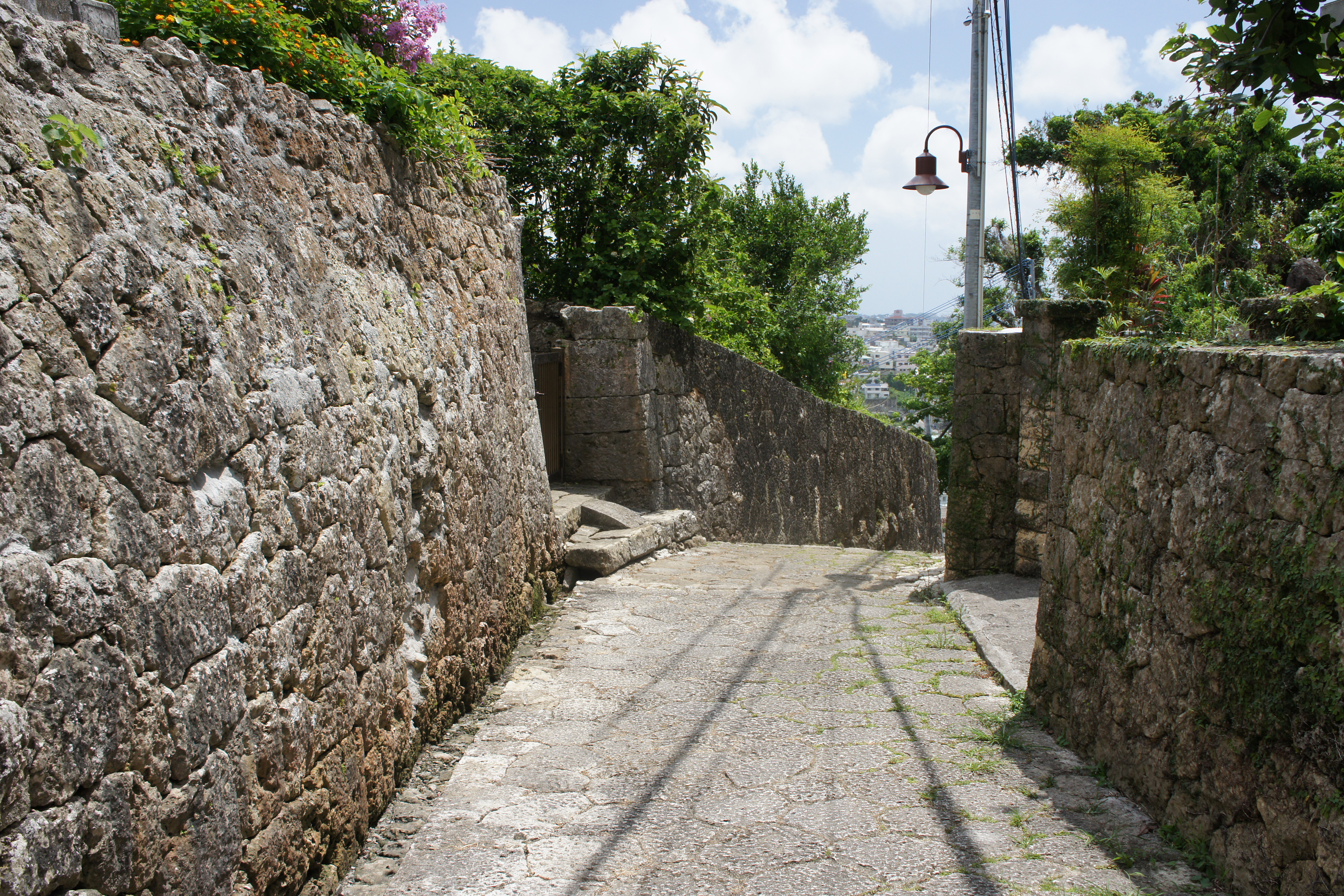
Brukowana droga w Shurikinjocho
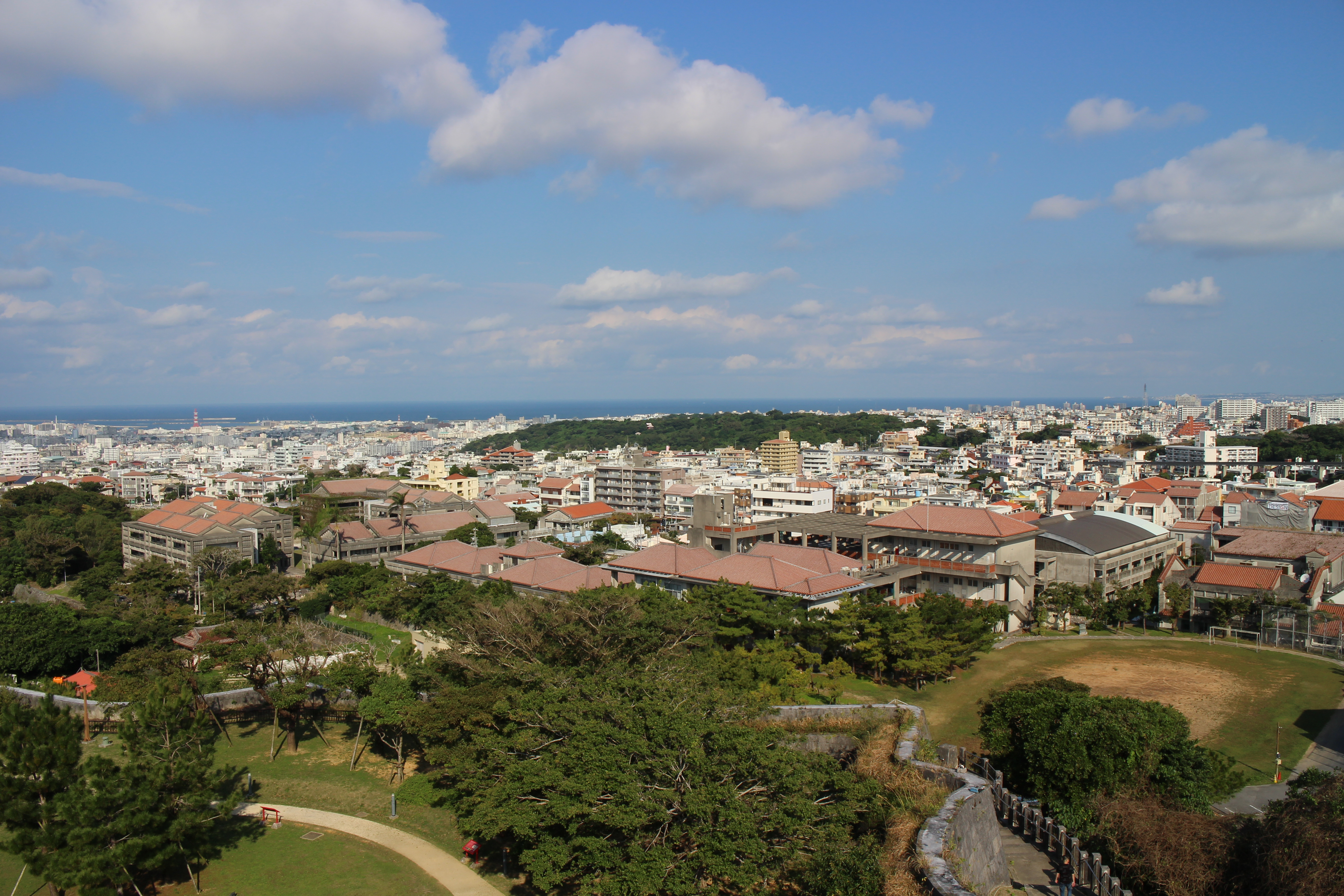
Widoki z zamku Shuri